# Молдовяну
Молдовя́ну (рум. Vârful Moldoveanu) — гора в Румынии.
Высота над уровнем моря — 2544 м, что делает гору самой высокой точкой страны. Находится Молдовяну в самом центре Румынии, в горном массиве Фэгэраш (Южные Карпаты) на территории жудеца Арджеш. Геологически сложена из кристаллических пород.
Склоны горы покрыты в основном хвойными лесами, выше расположены высокогорные луга.
Ближайший населённый пункт — Виктория, расположенный севернее горы. Для профессиональных альпинистов и скалолазов покорение вершины трудностей не представляет.